# Aetea
Genre
Aetea est un genre d'ectoproctes de l'ordre Cheilostomatida.

## Liste d'espèces
Selon World Register of Marine Species (18 avril 2016) :
- Aetea americana d'Orbigny, 1851
- Aetea anguina (Linnaeus, 1758)
- Aetea arcuata Winston & Hayward, 2012
- Aetea australis Jullien, 1888
- Aetea boninensis Silén, 1941
- Aetea capillaris d'Hondt, 1986
- Aetea crosslandi Waters, 1910
- Aetea cultrata Vieira, Almeida & Winston, 2016
- Aetea curta Jullien, 1888
- Aetea dilatata (Busk, 1851)
- Aetea lepadiformis Waters, 1906
- Aetea ligulata Busk, 1852
- Aetea lineata Jullien, 1882
- Aetea longicollis (Jullien, 1903)
- Aetea paraligulata Soule, Soule & Chaney, 1995
- Aetea pseudoanguina Soule, Soule & Chaney, 1995
- Aetea sica (Couch, 1844)
- Aetea truncata (Landsborough, 1852)